# Матикін Пилип Миколайович
Пили́п Микола́йович Мати́кін (рос. Фили́пп Никола́евич Маты́кин; 24 листопада 1899 , Новомарковка, Марковська волость, Богучарський повіт, Воронезька губернія, Російська імперія  — 26 травня 1942 , Лозовенька, Харківська область, Українська РСР, СРСР ) — радянський військовий діяч, генерал-майор. Депутат Верховної Ради УРСР 1-го скликання (1938—1942).

## Життєпис
Народився 24 листопада 1899 року в селянській родині в селі Нова Марковка, тепер Новомарківка, Кантемирівський район, Воронезька область, Росія. У Червоній армії з травня 1918 року. Брав участь в Громадянській війні в Росії.
У 1925 році закінчив командні піхотні курси, а в 1925 році — Одеську піхотну школу. Потім служив командиром взводу, роти, батальйону і полку в Московській Пролетарській стрілецькій дивізії.
Член ВКП(б).
У 1936–1937 роках брав участь в Громадянській війні в Іспанії як радянський військовий радник.
У січні 1938 року призначений командиром 87-ї стрілецької дивізії Київського особливого військового округу.
26 червня 1938 року обраний депутатом Верховної Ради УРСР 1-го скликання від Овруцької виборчої округи № 31 Житомирської області.
Під його командуванням з 2 по 13 березня 1940 року 87-а стрілецька дивізія брала участь в радянсько-фінській війні, у тому числі у боях біля населеного пункту Лоймола.
З 1940 року служив помічником командира 27-го стрілецького корпусу РСЧА. З 10 по 29 червня 1941 року — комендант Струмилівського укріпленого району РСЧА.
У 1941 році брав участь в обороні Києва під час німецько-радянської війни (керував зведеним військовим загоном у селищі Конча-Заспа).
З 17 квітня 1942 року командував 47-ю гірсько-стрілецькою дивізією 6-ї армії на Південно-Західному фронті. Під час Харківської операції за одними даними зник безвісти 25 травня 1942 року, за іншими — загинув при виході з оточення 26 травня 1942 року біля хутора Лозовенька, де й був похований.

## Звання
- комбриг (17.02.1939)
- генерал-майор (4.06.1940)

## Нагороди
- орден Червоного Прапора (1936)
- орден «Знак Пошани» (14.05.1936)
- орден Вітчизняної війни І ст. (6.05.1965, посмертно)